# Fulniôs
Fulniôs, carnijós, formiós ou iatês (no jargão antropológico: fulni-ôs) são um grupo indígena que habita próximo ao rio Ipanema, no município de Águas Belas, no estado de Pernambuco, no Brasil. Junto com os indígenas do Maranhão são os únicos povos indígenas da Região Nordeste que conseguiram preservar o idioma nativo. Da etnia, descende um dos maiores ídolos da história do futebol brasileiro: Mané Garrincha e a tenista Teliana Pereira.

## História
Tenho orgulho de ter nascido aqui

Tenho orgulho de ser como sou

Me orgulho da terra onde nasci

Sou índio sim, sou Fulniô

Esta terra pra nós é sagrada

E por ela nós vamos lutar

Não abrimos mão dela por nada

Índio e terra não vão separar

Quando a Pátria precisou

Disse aos Fulniô: “Ide filhos, lutai!”

Conquistamos nossa terra

Lutando na Guerra do Paraguai.

Almir Torres
O grupo surgiu a partir de um reagrupamento de diversos povos indígenas que habitavam a região. 
Documentos indicam que, desde a década de 1700, os indígenas daquela região enfrentam problemas com a ocupação não indígena da região. A distribuição de terras no Brasil, a partir das capitanias hereditárias, serviu como um mecanismo de dispersão de populações nativas, como ocorreu, por exemplo, nas terras interioranas de Pernambuco. Os indígenas fulniôs resistiram à ocupação não índia, mantendo, até hoje, por exemplo, o ritual do ouricuri.
Com o início da Guerra do Paraguai, na década de 1860, vários indígenas aldeados de Pernambuco, incluindo os fulniôs, foram recrutados à força para participarem como Voluntários da Pátria. Dessa participação, surgiu um reconhecimento popular que as terras indígenas que ocupam foram reconhecidas pelo governo em recompensa num suposto documento.
Em 14 de maio de 1929, os indígenas fulniôs receberam títulos individuais da terra que possuíam, de caráter provisório, expedidos pelo mesmo Ministério da Agricultura, Indústria e Comércio.
Em 1971, a Fundação Nacional do Índio (FUNAI), realizou a demarcação administrativa da AI Fulni-ô com 11.506 hectares, porém sem ter realizado o levantamento topográfico, o memorial descritivo e nem o cadastramento de ocupantes não-indígenas nos lotes da área indígena definida. O processo de demarcação ainda está pendente de finalização.
Em 1957, indígenas da etnia fulniô, provenientes de Águas Belas (PE), se deslocaram à Brasília para trabalharem como operários na construção da capital, refugiando-se em meio às matas do cerrado para se dedicarem ao culto sagrado e manifestações religiosas ancestrais. 
Em 2018, foi feito um acordo entre o MPF, a FUNAI, a Terracap, o IBRAM, e o Distrito Federal que reconhecia a área do Santuário dos Pajés como sendo de, no mínimo, 32 hectares. Nessa área, também vivem indígenas das etnias guajajara e wapixana.

## Ritual do ouricuri
O ouricuri é uma região que integra as terras fulniô em Águas Belas, e onde os indígenas fulniôs praticam reclusão coletiva durante três meses. Neste local, os não fulniôs só podem adentrar com autorização do pajé, e nunca durante a prática do ritual. Os fulniôs mantêm o conjunto de elementos que compõe a religião em segredo, pois acreditam que o segredo protege suas especificidades culturais.[carece de fontes?]
No interior do ouricuri, existe a separação de ambientes para homens e para as mulheres. Também é lá que habita o juazeiro sagrado, árvore que simboliza, para os indígenas, a maior imagem da natureza sagrada. Todos os indígenas devem participar da reclusão coletiva, pois isto é regra obrigatória para tornar-se fulniô. Quem não frequenta o ouricuri não é considerado um fulniô legítimo.[carece de fontes?]